# N15 (Togo)
Die N15 ist eine Fernstraße in Togo, die in Témédja beginnt und in Badou endet. Sie ist 79 Kilometer lang.

## N15a
Die N15a ist der Anschluss an die N15, die in Badou weiter zur Grenze nach Ghana führt, wo eine nicht nummerierte Strecke weiterführt. Dieser Abschnitt ist bis zur Grenze 21 Kilometer lang.